# Kazimierz Grzybowski (oficer AK)

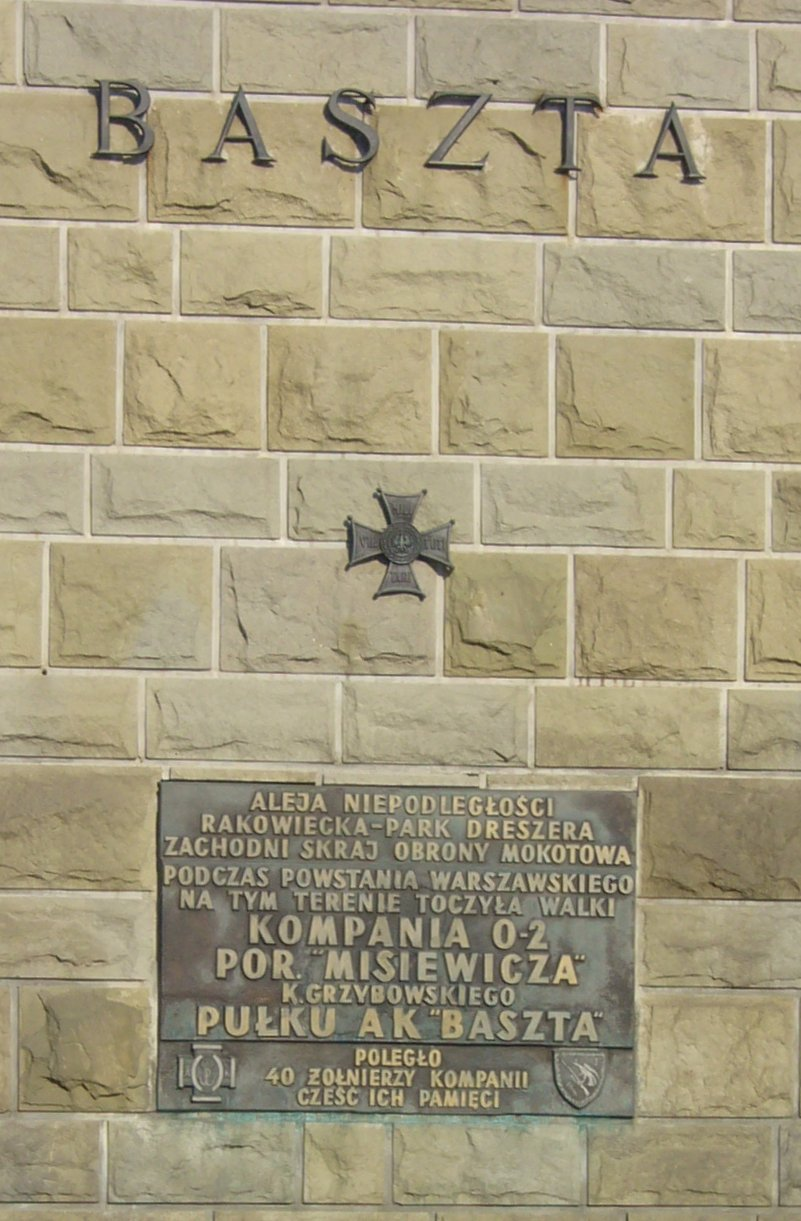
Tablica upamiętniająca walki żołnierzy batalionu Olza Pułku Baszta na rogu al. Niepodległości i ul. Racławickiej

Kazimierz Grzybowski ps. „Misiewicz” (ur. 11 stycznia 1918 w Warszawie, zm. 9 lutego 2009 w Milanówku) – podporucznik Wojska Polskiego, uczestnik powstania warszawskiego.

## Życiorys
Kazimierz Grzybowski urodził się w rodzinie Józefa, handlowca, i Wacławy z Gacparskich. Był młodszym bratem Antoniego ps. „Antoniewicz” (1911–1944). Pobierał naukę w Prywatnej Szkole  im. św. Wojciecha. Szkołę średnią im. Stanisława Lorenca ukończył w 1938. Został powołany do służby wojskowej w Szkole Podchorążych Artylerii. Praktykę i kampanię wrześniową odbył w szeregach 12 pułku artylerii lekkiej z Tarnopola. Po agresji ZSRR na Polskę udał się do Warszawy. Tam dowiedział się, że jego dwaj bracia także uniknęli niewoli. W stolicy zaczęli z kilkoma znajomymi tworzyć podziemny ruch oporu. Zbierali oraz magazynowali broń. Małe grupy bojowe organizowały samoobronę oraz dywersję.
Szkolił nowych ochotników. Uczył ich strzelania, obsługi karabinu, karności i dyscypliny. Powstawały również oddziały sanitariuszek i łączniczek. W pierwszej połowie 1943 kompania, w której służył, dostała przydział do Mokotowa. Dowódcą został Antoni Figura ps. „Kot”, a on sam – jego zastępcą. Obaj awansowali na podporuczników. W drugiej połowie tego samego roku wszyscy oficerowie i żołnierze zostali uroczyście zaprzysiężeni według nowej formuły obowiązującej dla Armii Krajowej.
W czasie powstania warszawskiego przejął od ciężko rannego ppor. Antoniego Figury dowództwo nad kompanią, którą od 2 sierpnia 1944 nazwano kompanią 02 „Misiewicza” bat. „Olza” pułk AK „Baszta”. Dowodził oddziałem powstańczym w dzielnicy Mokotów u zbiegu ulic Rakowieckiej, Racławickiej, Odyńca wzdłuż Alei Niepodległości, który był odcięty od centrum Warszawy przez oddziały niemieckie. W jego oddziale zginęło 40 żołnierzy, w tym jego brat Antoni. Przez cały okres powstania Kazimierz nie wiedział, co dzieje się z jego rodzicami i siostrami, a po kapitulacji został wywieziony wraz z innymi żołnierzami do obozu Sandbostel X B oflag X w Niemczech koło Hamburga. Był tam aż do wyzwolenia przez Brytyjczyków.
Gdy wrócił do Warszawy, podjął pracę i wyższe studia w Akademii Nauk Politycznych. Po ukończeniu studiów rozpoznany jako były akowiec, wyjechał z Warszawy, unikając aresztowania. W okolice stolicy wrócił w 1956, lecz jako były oficer AK nie mógł znaleźć pracy. Zajął się ogrodnictwem, założył własne gospodarstwo. Zmarł 9 lutego 2009 w Warszawie. Pochowany na cmentarzu w Milanówku.

## Ordery i odznaczenia
- Krzyż Srebrny Orderu Wojennego Virtuti Militari – na mocy rozkazu dowódcy Armii Krajowej w Londynie nr 512 z 2 października 1944
- Krzyż Oficerski Orderu Odrodzenia Polski – 15 lipca 2004 „za wybitne zasługi w działalności na rzecz niepodległości Rzeczypospolitej Polskiej, za osiągnięcia w pracy społecznej w organizacjach kombatanckich”[1]
- Krzyż Walecznych – 30 grudnia 1949
- Srebrny Krzyż Zasługi z Mieczami – 6 października 1982
- Medal „Za udział w wojnie obronnej 1939” – Londyn 12 lipca 1977
- Krzyż Partyzancki – 13 stycznia 1982
- Warszawski Krzyż Powstańczy –  9 stycznia 1985
- Krzyż Armii Krajowej – 17 listopada 1999